# Дедедо
Дедедо (чам. Dedidu) — найбільший населений пункт (село) острова Гуам. Згідно з переписом населення, в 2010 році в ньому мешкало 44 943 осіб. Село розташоване на плато північного Гуаму.

## Історія
До Другої світової війни село перебувало на підніжжі пагорба Мачече. Після війни військово-морський флот США побудував житло для переміщених гуаманіанців і для робітників, які прибувають з-за океану, завдяки яким Дедедо збільшився в розмірах.

## Географія
Дедедо розташований у північній частині острова. Він охоплює площу близько 78 км².

### Клімат
Село знаходиться у зоні, котра характеризується вологим тропічним кліматом. Найтепліший місяць — квітень із середньою температурою 25.6 °C (78 °F). Найхолодніший місяць — січень, із середньою температурою 25 °С (77 °F).
| Клімат Дедедо           | Клімат Дедедо | Клімат Дедедо | Клімат Дедедо | Клімат Дедедо | Клімат Дедедо | Клімат Дедедо | Клімат Дедедо | Клімат Дедедо | Клімат Дедедо | Клімат Дедедо | Клімат Дедедо | Клімат Дедедо | Клімат Дедедо |
| Показник                | Січ.          | Лют.          | Бер.          | Квіт.         | Трав.         | Черв.         | Лип.          | Серп.         | Вер.          | Жовт.         | Лист.         | Груд.         | Рік           |
| Середній максимум, °C   | 28            | 28            | 29            | 30            | 30            | 30            | 30            | 30            | 30            | 30            | 29            | 29            | 29            |
| Середня температура, °C | 25            | 25            | 25            | 26            | 26            | 26            | 26            | 26            | 26            | 26            | 26            | 25            | 25            |
| Середній мінімум, °C    | 21            | 21            | 22            | 22            | 23            | 22            | 22            | 22            | 22            | 22            | 23            | 22            | 22            |
| Норма опадів, мм        | 144           | 121           | 97            | 103           | 133           | 163           | 282           | 389           | 364           | 331           | 239           | 165           | 2531          |
| Днів з опадами          | 18            | 16            | 16            | 17            | 18            | 22            | 25            | 25            | 24            | 24            | 23            | 22            | 250           |
| ----------------------- | ------------- | ------------- | ------------- | ------------- | ------------- | ------------- | ------------- | ------------- | ------------- | ------------- | ------------- | ------------- | ------------- |
| Джерело: Weatherbase    |               |               |               |               |               |               |               |               |               |               |               |               |               |

## Уряд
Мером села є Мелісса Саварес.